# Мартиус (римски месец)
Вижте пояснителната страница за други значения на Мартий.
Мартиус (на латински: Martius) в древноримския календар първо е първият месец на служебната година и по-късно месец март. Той е наречен на римския бог на войната Марс и отговаря на етруския месец Велитанус.
През 153 пр.н.е. началото на служебната година и започването на службата на консулите на Идите през март (3 век пр.н.е.) е изместено на 1 януари, затова месец Мартиус в служебната година отива на трето место. Календарната реформа на Гай Юлий Цезар оставя Мартиус с 31 дена непроменен.

## Март (Martius)
- 1 март –
  - Римска нова година
  - Матроналии (Matronalia, Mamuralia), в чест на Юнона
  - Feriae Martis, празници в чест на Марс
  - Подновяване на светия пламък на Рим (виж Веста)
- 5 март – Navigium Isidis, в чест на Изис и начало на морското корабоплаване
- 15 март – Feriae Annae Perennae
- 17 март – Agonium, в чест на Марс
- 17 март – Liberalia, в чест на Либер
- 19 март до 23 март – Quinquatrus, Квинкватрии (Quinquatrus, Quinquatria maiores), в чест на Марс
- 22 март до 24 март – QRCF Quando Rex Comitiavit Fas (от ок. 450 пр.н.е.)
- 30 март – Салус